# George Kearsley Shaw
Pour les articles homonymes, voir George Shaw et Shaw.
 (août 2016).
George Kearsley Shaw, né le 10 décembre 1751 à Aylesbury et mort le 22 juillet 1813 à Londres, est un botaniste et zoologiste britannique.

## Biographie
George Kearsley Shaw, médecin de formation, devient professeur assistant en botanique à l'université d'Oxford en 1787. Il ouvre un cabinet à Londres et participe activement à la vie scientifique de la ville. Il est l'un des cofondateurs de la Société linnéenne de Londres en 1788 et devient membre de la Royal Society en 1789. En 1791, il est assistant conservateur au département d'histoire naturelle du British Museum, en 1807, conservateur.
Shaw publie l'une des études scientifiques britanniques des animaux australiens : Zoology of New Holland (1794). Il fait partie des premiers scientifiques à examiner l'ornithorynque et publie sa première description dans The Naturalist's Miscellany en 1799.

## Œuvres
Parmi ses autres publications, on peut citer :
- Museum Leverianum présentant des spécimens appartenant à la collection de Sir Ashton Lever (1792-1796).
- General Zoology, or Systematic Natural History (en 14 volumes) (1800-1826) (les volumes 9 à 14 sont de James Francis Stephens (1792-1852))[1].
- The Naturalist's Miscellany: Or, Coloured Figures Of Natural Objects; Drawn and Described Immediately From Nature (1789-1813) avec le graveur et artiste Frederick Polydore Nodder.